# Pierre Levée de la Vente (Silly-en-Gouffern)
Pour les articles homonymes, voir Pierre levée.
La Pierre Levée de la Vente, appelée aussi Pierre aux Fées, est un menhir situé sur le territoire de la commune nouvelle de Gouffern en Auge (commune déléguée de Silly-en-Gouffern), dans le département français de l'Orne.

## Historique
L'édifice fait l'objet d'un classement au titre des monuments historiques depuis 1889

## Description
Le menhir est un monolithe de grès rougeâtre d'une hauteur de 5,50 mètres. Les cavités rondes visibles sur la pierre sont d'origine naturelle, et non des cupules d'origine anthropique.
Des sondages autour du monolithe au cours du XIXe siècle auraient révélé une quantité considérable de crânes de loups à son pied.Les blocs de grès se trouvant à cet endroit seraient les restes d'un dolmen imposant érigé près de la Pierre Levée[réf. nécessaire].

## Légende
La légende veut que les trous situés au sommet du menhir soient les empreintes de doigts de fées d'où l'autre nom "Pierre levée des fées de Gouffern"[réf. nécessaire].

## Galeries

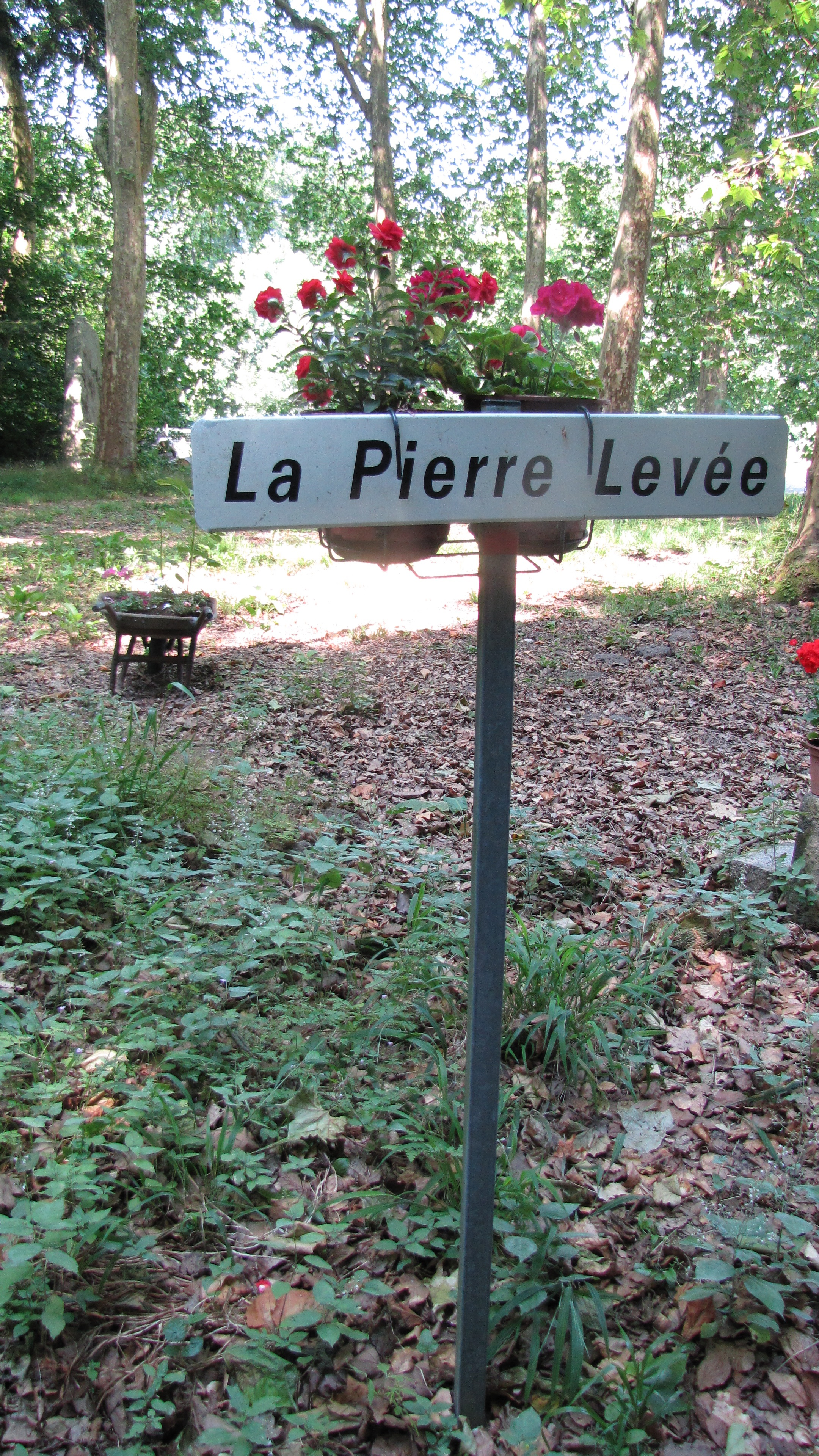
Panneau de signalisation de la Pierre Levée.
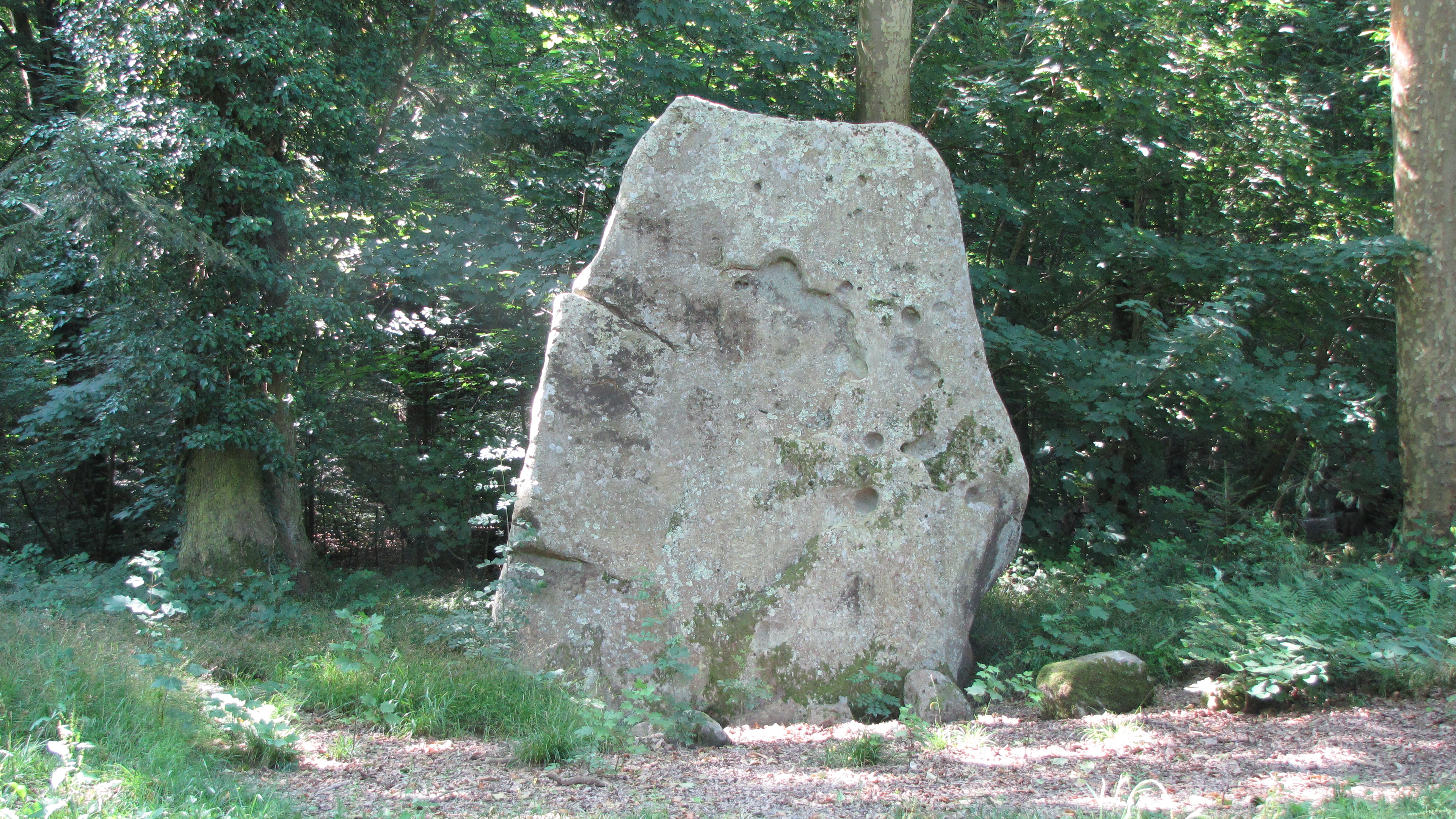
La Pierre Levée plate d'une épaisseur d'environ 70 à 80 cm.
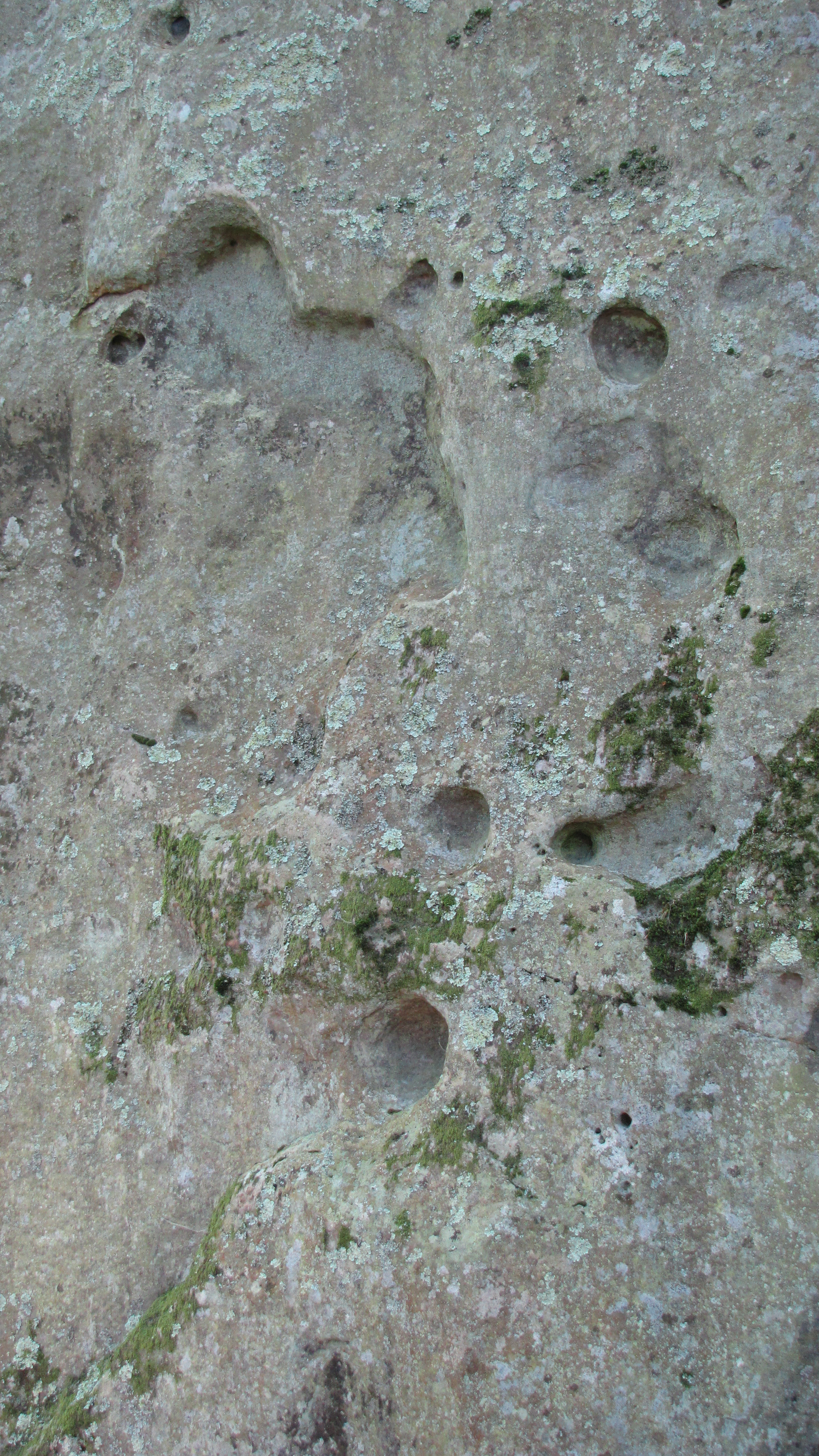
Sur le monolithe, la légende veut que ces trous soient les empreintes de doigts de fées.